# Вицекралство Бразилия
Вицекралство Бразилия е колония на Португалската империя, просъществувала от откриването на Бразилия от португалците в началото на 16 век до превръщането на страната в част от Обединеното кралство Португалия, Бразилия и Алгарве през 1815 година.

## История
Колонизацията на Бразилия започва през 1534 година, когато португалският крал Жуау III разделя територията на дванадесет наследствени капитании, но скоро този режим започва да създава проблеми и през 1549 година е назначен един общ генерал-губернатор на цялата колония. Португалците асимилират част от местните жители, докато други са заробени, избити при военни действия или загиват от европейски болести, към които нямат имунитет.
В средата на 16 век, захарта, произвеждана от захарната тръстика, става най-важният износен продукт на Бразилия и за да се справят с нарастващото търсене в Европа, португалците започват да докарват роби от Африка, главно от Ангола.
С поредица от войни срещу французи, нидерландци и англичани през 16 и 17 век португалците постепенно разширяват своята територия по крайбрежието, а впоследствие навлизат във вътрешността на континента. През 1680 година те достигат на юг до брега на Ла Плата, на територията на днешен Уругвай и основават там укреплението Колония дел Сакраменто, преден пост срещу испанското влияние в региона.
В края на 17 век износът на захар започва да намалява, но откриването на злато във вътрешността предотвратява икономическия упадък на колонията. От цяла Бразилия, както и от Португалия, хиляди имигранти отиват на работа в златните мини в Минас Жерайс, Мато Гросо и Гояс.
През 1808 година португалското кралско семейство, бягащо от войските на френския император Наполеон Бонапарт, се установява в Рио де Жанейро и градът се превръща в столица на Португалската империя. Португалия и Бразилия участват в Наполеоновите войни на страната на Великобритания като временно окупират Френска Гвиана и днешен Уругвай. Важно последствие от войните е премахването на португалския монопол върху външната търговия на колонията, в резултат на което Бразилия за пръв път влиза в преки търговски отношения с други страни, главно с Великобритания. През 1815 година регентът Жуау премахва колониалния статут на Бразилия и страната става равноправна част от Обединеното кралство Португалия, Бразилия и Алгарве.

## Цитирани източници
- Boxer, Charles R. O império marítimo português 1415 – 1825.   São Paulo, Companhia das Letras, 2002. ISBN 8535902929. (на португалски)
- Bueno, Eduardo. Brasil: uma História.   São Paulo, Ática, 2003. ISBN 8508082134. (на португалски)
- Calmon, Pedro. História da Civilização Brasileira.   Brasília, Senado Federal, 2002. (на португалски)
- Skidmore, Thomas E. Uma História do Brasil.   São Paulo, Paz e Terra, 2003. ISBN 8521903138. (на португалски)